# 克罗地亚德意志人
在克罗地亚，有超过2900人认为自己是德意志人，其中大多数都自称属于多瑙士瓦本人。克罗地亚官方承认德意志人是土生土长的少数民族，因此，克罗地亚德意志人有权參加克羅埃西亞國會選舉投票。德意志人主要聚居在东斯拉沃尼亚的奧西耶克周边地区。

## 人种学
克罗地亚德意志人世代居住在克罗地亚北部以及斯拉沃尼亚地区。克羅地亞境內一些土地因為歷史上是哈布斯堡君主國的一部分，所以曾經有一些德意志人从其他地区来到克羅地亞境內定居，居住在西斯拉沃尼亚的多瑙士瓦本人逐漸被克罗地亚人同化。克罗地亚當局直到1865年才承认德意志人的少数民族地位。

## 历史
奥匈帝国解体后，塞爾維亞人、克羅埃西亞人和斯洛維尼亞人王國成立，克罗地亚德意志人变成了少数族裔。1920年，克罗地亚德意志人组建了文化协会（德语：Kulturbund）。1924年4月11日，内政大臣斯韋托扎爾·普里比切維奇下令封禁文化协会。后来的柳博米爾·達維多維奇政府以及民主党解除了禁令。
1922年，克罗地亚德意志人又成立了德意志人党。1929年，国王亚历山大开始实行独裁统治，並将该党派封禁。
1900年的人口普查结果表明，克罗地亚德意志人的人口为85781，第二次世界大战期间及战后，德意志人被迫离开欧洲多国，克罗地亚德意志人人口大幅减少。奥匈帝国的1910年人口普查结果表明，共有约134000名克罗地亚德意志人生活在克罗地亚。二战后，约有10万名南斯拉夫德意志人逃到奥地利。同盟国认为他们是南斯拉夫公民，想要把他们遣返回国。但在1945年6月4日，南斯拉夫共產主義者聯盟下达命令，不再承認南斯拉夫德意志人是南斯拉夫公民。因此他们在南斯拉夫的财产开始遭到没收，他们中的大多数都在德国和奥地利定居了。不過依然有小部分人设法返回了南斯拉夫。
1906-1907年，基督圣心教堂在德意志人口大鎮切米纳克建成。城镇中的德意志人于1945年遭到驱逐。1990年克罗地亚民主化后，该城镇的部分原居民生活在德国，他們出錢修缮了教堂。但在1992年4月10日的克羅埃西亞獨立戰爭中，塞尔维亚部队又焚毁了那座教堂。2001年，克罗地亚各级政府都同意重建教堂，维修工程于2005年开始。
1996年，克罗地亚与德国签署协定，共同尋找在第二次世界大战中死于克罗地亚的德国人的坟墓。克羅地亞境內的普拉、斯普利特以及萨格勒布都有德军墓地。

## 人口统计
克罗地亚2011年人口普查结果表明，全国共有2965名德意志人。 
| 县                    | 德意志人数量 | 百分比 |
| --------------------- | ------------ | ------ |
| 奧西耶克-巴拉尼亞縣   | 813          | 27.4%  |
| 萨格勒布              | 364          | 12.3%  |
| 濱海和山區縣          | 237          | 8.0%   |
| 伊斯特拉縣            | 226          | 7.6%   |
| 斯普利特-達爾馬提亞縣 | 220          | 7.4%   |
| 扎達爾縣              | 176          | 5.9%   |
| 武科瓦爾-斯里耶姆縣   | 137          | 4.6%   |
| 薩格勒布縣            | 109          | 3.7%   |

## 地理
斯拉沃尼亚地区的原德意志人定居点包括（括号里为德语地名）：
- 奧西耶克
- 斯拉沃尼亞布羅德(Brod)

与斯拉沃尼亚毗邻的斯雷姆地区也有很多德意志人定居点；这里甚至还有个村子就叫“Nijemci”，直译过来就是“德意志人”的意思。以下斯雷姆地点曾有德意志人定居（括号内为德文地名）：
- 武科瓦尔（Wukowar）
- 巴诺夫奇

## 文化

### 组织
克罗地亚的德意志人与奥地利人成立了克罗地亚德意志人与奥地利人协会。奥西耶克當地有一个德意志文化中心，当地还有少量德意志人学校。
自克罗地亚独立起，德意志裔少数民族每年都会召开名为“克罗地亚文化圈中的德意志人与奥地利人”的学术会议。